# XA-41攻擊機
Vultee XA-41最初原本打算成為俯衝轟炸機。然而由於俯衝轟炸機的折損率過高（如在俯衝前就會受到戰鬥機的阻擊），陸軍航空兵團於是將俯衝轟炸機的訂單改為對地攻擊機。儘管XA-41是一款優秀的飛機，但其設計很快被更先進的技術所取代，並且從未投入生產。

## 發展
伏尔梯的工程團隊在Model 90(XA-41的公司專案名稱)設計過程的早期就決定使用普惠R-4360。Model 90具有類似其先前設計的Vultee Model 72的大型錐形機翼——包括直前緣、前掠後緣、外翼板上有明顯的二面角。
XA-41的設計使其能夠承載較大的內部和外部搭載。單座駕駛艙與翼根成一直線，飛機停放時距地面15ft(4.6m)。
由於開發時的戰略重點改變，XA-41的兩架訂單遭到取消。儘管在陸軍航空軍的極力要求下，還是完工了1架原型機（採用與B-50超級堡壘轟炸機相同的發動機。）
唯一完工的XA-41(S/N 43-35124)於1944年2月11日首飛，在測試中發現其具有良好的性能，並能達到354mph的最高速度。根據報導XA-41「具有出色的機動性，能夠超越P-51B野馬」。然而，由於戰爭臨近結束，噴射飛機的時代又逐漸到來，伏尔梯因而沒有獲得進一步的訂單。XA-41後來作為美國空軍的發動機測試平台，並由美國海軍與其他更現代的攻擊機進行比較評估，特別是道格拉斯的A-1攻擊機和馬丁的AM-1拳擊手攻擊機。經過海軍試驗後，民用註冊號碼為NX60373N的XA-41被委託給聯合飛機公司繼續進行普惠的發動機測試，並一直持續到1950年XA-41報廢為止。

### 書目
- McCullough, Anson. "Grind 'Em Out Ground Attack: The Search for the Elusive Fighter Bomber". Wings Vol. 25, No. 4, August 1995.
- Thompson, Jonathan. Vultee Aircraft 1932–1947. Santa Ana, California: Narkiewicz/Thompson, 1992. ISBN 0-913322-02-4.

## 外部連結
- Vultee XA-41